# Korte Poten
De straat Korte Poten is een straat in het centrum van de Nederlandse plaats Den Haag.
Wanneer de straat de naam kreeg is niet bekend. Wel is bekend dat de naam afkomstig is van de wilgenbomen (willige poten) die er geplant waren. De straat ligt tussen de Herengracht en het Plein. Van origine liep de straat door tot aan het Spui. Dit betekent dat na de aanleg van het Plein in het verlengde van de Korte Poten de Lange Poten ligt.
Aan de zuidelijke zijde van de straat staat sinds 1913 de  Hofstad Apotheek. De apotheek is in het pand op nummer 7 gevestigd en heeft sinds het bouwjaar het originele interieur behouden. Het gehele pand is als gemeentelijk monument beschermd.

## Tramlijnen
Vanaf 1880 reed de paardentram over het Plein en door de Korte Poten. Het Plein werd hét "tramstation" van Den Haag centrum, vooral na de electrifciatie in 1904. In 1931 verlaten de laatste tramlijnen de Korte Poten. In 1940 worden op Duits bevel alle trams van het Plein en omgeving verbannen, en dat zou zo blijven. De elektrische tram reed alleen richting Staatsspoor door de Korte Poten. Richting Plein werd via de uiterst krappe Heerenstraat gereden. Om die in te kunnen rijden was er een grote slinger op het Bleijenburg.

## Trivia
Tijdens de tweede wereldoorlog werd wel spottend opgemerkt dat de Korte en Lange Poten vernoemd zijn naar Seyss Inquart, de Nazi-rijkscommissaris die in de oorlogsjaren voor Nederland was aangesteld. Dat was omdat hij mank liep.
Straten: Achterom · Alexanderstraat · Van Alkemadelaan · Amaliastraat · Amsterdamse Veerkade · Benoordenhoutseweg · Bezuidenhoutseweg · Cantaloupenburg · Denneweg · Fluwelen Burgwal · Geest · Gravenstraat · Groenewegje · Groot Hertoginnelaan · Grote Marktstraat · Herengracht · Heulstraat · Hogewal · Hooigracht · Javastraat · Juffrouw Idastraat · Kazernestraat · Kneuterdijk · Korte Vijverberg · Korte Voorhout · Laan Copes van Cattenburch · Laan van Meerdervoort · Laan van Nieuw Oost-Indië · Lange Beestenmarkt · Lange Poten · Lange Vijverberg · Lange Voorhout · Lijnbaan · Mallemolen · Mauritskade · Melis Stokelaan · Van Merlenstraat · Molenstraat · Nassaulaan · Nieuwe Haven · Nieuwe Schoolstraat · Nieuwe Uitleg · Nobelstraat · Noordeinde · Oude Boomgaardstraat · Oude Molstraat · Parkstraat · Paviljoensgracht · Piet Heinstraat · Prinsegracht · Prinsessegracht · Prinsestraat · Rijswijkseweg · Riouwstraat · Schalk Burgerstraat · Schedeldoekshaven · Schelpkade · Schenkkade · Scheveningseveer · Scheveningseweg · Schuddegeest · Slijkeinde · Smidswater · Sophialaan · Sportlaan · Spui · Spuistraat · Surinamestraat · Theresiastraat · Torenstraat · Tournooiveld · Trekvlietplein · Turfmarkt · Vaillantlaan · Vondelstraat · Wagenstraat · Weimarstraat · Westeinde · Wijnhaven · Witte de Withstraat · Zeestraat

Pleinen: Alexanderplein
· Anna Paulownaplein
· Bankaplein
· Binnenhof
· Buitenhof
· Burgemeester De Monchyplein
· Clioplein
· Elandplein 
· Esperantoplein
· Groenmarkt
· Grote Markt
· Hofplaats
· Kerkplein
· Koningsplein
· Loosduinse Hoofdplein
· Malieveld
· Muzenplein
· Nassauplein
· Plaats
· Plein
· Plein 1813
· Prins Hendrikplein
· Prinsenvinkenpark
· Regentesseplein
· Rond de Grote Kerk
· Spuiplein
· Tournooiveld
· Vaillantplein
· Varkenmarkt
· Visbanken
· Wijnhaven